# Barbadiaanse dollar
De dollar is de munteenheid van Barbados. Eén dollar is honderd cent.
Munten in omloop: 1 (koper), 5, 10, 25 cent en 1 dollar. Het papiergeld is beschikbaar in 2, 5, 10, 20, 50 en 100 dollar.
Tot 1935 werden op Barbados de Amerikaanse dollar en het pond sterling gebruikt. Daarna tot 1951 de Britse West Indies dollar (XBWD), waarna deze vervangen werd door de Oost-Caribische dollar. In 1973 werd een eigen munteenheid ingevoerd, waarbij de Oost-Caribische dollar 1:1 omgeruild werd.
Inmiddels heeft de Barbadiaanse dollar een vaste koers ten opzichte van de Amerikaanse dollar van 2:1.